# 朗維尤 (德克薩斯州)
朗維尤（Longview）是美國德克薩斯州格雷格縣的一個城市（小部份延伸至哈里森縣），位於德州東部，是格雷格縣縣治。面積141.8平方公里，2000年人口為73,344人。
1871年5月17日建市。

## 知名人物
- 马修·麦康纳，奧斯卡獲獎男演員
- 米蘭達·蘭伯特，鄉村音樂創作女歌手
- 許慧欣，台灣女歌手
- 科力士·韋德加，第79屆奥斯卡影帝。